# Hibernian Football Club 2013-2014
Questa voce raccoglie le informazioni riguardanti l'Hibernian Football Club nelle competizioni ufficiali della stagione 2012-2013.

## Stagione
- In Scottish Premiership l'Hibernian si classifica all'11º posto; disputa quindi lo spareggio promozione/retrocessione contro l'Hamilton Academical, perde ai rigori e retrocede.
- In Scottish Cup perde negli ottavi di finale contro il Raith Rovers (2-3).
- In Scottish League Cup viene eliminato ai quarti di finale dall'Hearts (0-1).
- IN Europa League viene eliminato al Secondo turno di qualificazione dal Malmö FF.

## Rosa
| N. |                             | Ruolo | Calciatore        |
| -- | --------------------------- | ----- | ----------------- |
| 1  | Inghilterra (bandiera)      | P     | Ben Williams      |
| 2  | Irlanda (bandiera)          | D     | Tim Clancy        |
| 3  | Irlanda del Nord (bandiera) | D     | Ryan McGivern     |
| 4  | Scozia (bandiera)           | D     | Paul Hanlon       |
| 5  | Inghilterra (bandiera)      | D     | Michael Nelson    |
| 6  | Irlanda del Nord (bandiera) | D     | James McPake      |
| 7  | Scozia (bandiera)           | C     | Alex Harris       |
| 8  | Scozia (bandiera)           | C     | Scott Robertson   |
| 9  | Inghilterra (bandiera)      | A     | Rowan Vine        |
| 10 | Scozia (bandiera)           | C     | Liam Craig        |
| 11 | Scozia (bandiera)           | C     | Paul Cairney      |
| 14 | Irlanda (bandiera)          | A     | James Collins     |
| 15 | Inghilterra (bandiera)      | C     | Daniel Boateng    |
| 16 | Scozia (bandiera)           | C     | Lewis Stevenson   |
| 17 | Galles (bandiera)           | C     | Owain Tudur Jones |

| N. |                        | Ruolo | Calciatore      |
| -- | ---------------------- | ----- | --------------- |
| 18 | Irlanda (bandiera)     | D     | Alan Maybury    |
| 19 | Scozia (bandiera)      | A     | Danny Handling  |
| 20 | Inghilterra (bandiera) | C     | Tom Taiwo       |
| 21 | Scozia (bandiera)      | P     | Sean Murdoch    |
| 22 | Scozia (bandiera)      | D     | Fraser Mullen   |
| 22 | Inghilterra (bandiera) | C     | Duncan Watmore  |
| 23 | Scozia (bandiera)      | D     | Jordon Forster  |
| 24 | Irlanda (bandiera)     | A     | Paul Heffernan  |
| 26 | Scozia (bandiera)      | C     | Sammy Stanton   |
| 27 | Francia (bandiera)     | C     | Abdellah Zoubir |
| 29 | Scozia (bandiera)      | A     | Ross Caldwell   |
| 30 | Scozia (bandiera)      | C     | David Gold      |
| 34 | Scozia (bandiera)      | C     | Dean Horribine  |
| 35 | Scozia (bandiera)      | A     | Jason Cummings  |
| 38 | Scozia (bandiera)      | C     | Kevin Thomson   |

## Risultati

### Scottish Premiership
| Arbitro: | Bobby Madden |

|  |           |                 |
|  | Marcatori | 83’ Henri Anier |

| Arbitro: | Craig Thomson |

|                     |           |  |
| Callum Paterson 72’ | Marcatori |  |

| Arbitro: | Crawford Allan |

|                     |           |                      |
| Scott Robertson 81’ | Marcatori | 29’ Stuart Armstrong |

| Arbitro: | Kevin Clancy |

|                     |           |                               |
| Barry Nicholson 23’ | Marcatori | 47’ Liam Craig 80’ Liam Craig |

| Edimburgo 31 agosto 2013, ore 16:00 5ª giornata | Hibernian   | 0 – 0 referto | Ross County | Easter Road Stadium (9.569 spett.)\| Arbitro: \| Iain Brines \| |
| Arbitro:                                        | Iain Brines |               |             |                                                                 |

| Arbitro: | Bobby Madden |

|                |           |                                      |
| Stevie May 17’ | Marcatori | 35’ Paul Heffernan 59’ James Collins |

| Arbitro: | Steven McLean |

|                                      |           |  |
| James Collins 10’ Paul Heffernan 61’ | Marcatori |  |

| Arbitro: | Willie Collum |

|                                                  |           |  |
| Billy McKay 11’ Richie Foran 59’ Billy McKay 61’ | Marcatori |  |

| Arbitro: | Kevin Clancy |

|  |           |                |
|  | Marcatori | 69’ Liam Craig |

| Arbitro: | Calum Murray |

|                    |           |                   |
| Paul Heffernan 18’ | Marcatori | 77’ James Forrest |

| Arbitro: | Steven McLean |

|  |           |                                     |
|  | Marcatori | 80’ Scott Vernon 90'+3’ Gregg Wylde |

| Arbitro: | Crawford Allan |

|                     |           |  |
| Stephen McManus 23’ | Marcatori |  |

| Arbitro: | Bobby Madden |

|  |           |                                      |
|  | Marcatori | 14’ (rig.) Nick Ross 18’ Billy McKay |

| Paisley 23 novembre 2013, ore 13:45 14ª giornata | St. Mirren    | 0 – 0 referto | Hibernian | St. Mirren Park (4.451 spett.)\| Arbitro: \| Steven McLean \| |
| Arbitro:                                         | Steven McLean |               |           |                                                               |

| Arbitro: | John Beaton |

|                      |           |                 |
| James Collins 90'+3’ | Marcatori | 49’ Kris Doolan |

| Arbitro: | Bobby Madden |

|                 |           |  |
| Teemu Pukki 29’ | Marcatori |  |

| Edimburgo 21 dicembre 2013, ore 16:00 17ª giornata | Hibernian | 0 – 0 referto | St. Johnstone | Easter Road Stadium (8.776 spett.)\| Arbitro: \| Alan Muir \| |
| Arbitro:                                           | Alan Muir |               |               |                                                               |

| Arbitro: | Brian Colvin |

|  |           |                                       |
|  | Marcatori | 18’ Michael Nelson 56’ Jordon Forster |

| Arbitro: | Willie Collum |

|                                                         |           |  |
| Paul Hanlon 12’ Paul Cairney 77’ Lewis Stevenson 90'+2’ | Marcatori |  |

| Arbitro: | Bobby Madden |

|                                         |           |                 |
| James Collins 60’ Liam Craig 83’ (rig.) | Marcatori | 72’ David Smith |

| Arbitro: | Steven McLean |

|                                       |           |                                      |
| David Goodwillie 83’ Brian Graham 90’ | Marcatori | 38’ Liam Craig 61’ (rig.) Liam Craig |

| Arbitro: | Craig Thomson |

|                 |           |  |
| Willo Flood 87’ | Marcatori |  |

| Arbitro: | Willie Collum |

|                                     |           |                                                              |
| James Collins 63’ James Collins 89’ | Marcatori | 5’ (aut.) Ben Williams 24’ Adam Campbell 26’ Steven Thompson |

| Arbitro: | Craig Thomson |

|  |           |                                                                             |
|  | Marcatori | 9’ Kris Commons 77’ Virgil van Dijk 83’ Teemu Pukki 90’ (rig.) Kris Commons |

| Inverness 12 marzo 2014, ore 20:45 25ª giornata | Inverness      | 0 – 0 referto | Hibernian | Caledonian Stadium (2.537 spett.)\| Arbitro: \| Stephen Finnie \| |
| Arbitro:                                        | Stephen Finnie |               |           |                                                                   |

| Arbitro: | Bobby Madden |

|                                      |           |                      |
| Sam Stanton 10’ (rig.) Tom Taiwo 24’ | Marcatori | 59’ Richard Brittain |

| Arbitro: | Craig Thomson |

|                   |           |                  |
| Rory McKenzie 20’ | Marcatori | 56’ Danny Haynes |

| Arbitro: | Euan Norris |

|                       |           |                                                        |
| Jordon Forster 45'+2’ | Marcatori | 43’ Nadir Ciftci 56’ Gavin Gunning 83’ Farid El Alagui |

| Arbitro: | Brian Colvin |

|                                                           |           |                    |
| Chris Erskine 43’ Lee Mair 60’ Kallum Higginbotham 90'+2’ | Marcatori | 62’ Duncan Watmore |

| Arbitro: | Steven McLean |

|                                             |           |  |
| Steven MacLean 18’ Ryan McGivern 55’ (aut.) | Marcatori |  |

| Arbitro: | Steven McLean |

|                                                          |           |                                                         |
| Jordon Forster 43’ Michael Nelson 76’ Paul Heffernan 79’ | Marcatori | 12’ John Sutton 29’ Lionel Ainsworth 90'+2’ John Sutton |

| Arbitro: | Steven McLean |

|                                   |           |  |
| Dale Carrick 7’ Billy King 90'+3’ | Marcatori |  |

| Arbitro: | Bobby Madden |

|  |           |                                   |
|  | Marcatori | 14’ Niall McGinn 62’ Niall McGinn |

| Arbitro: | Kevin Clancy |

|                                  |           |  |
| Kenny McLean 1’ Paul McGowan 15’ | Marcatori |  |

| Arbitro: | Bobby Madden |

|                    |           |                                         |
| Jordon Forster 69’ | Marcatori | 37’ Callum Paterson 41’ Callum Paterson |

| Arbitro: | Alan Muir |

|                 |           |                |
| Sam Stanton 88’ | Marcatori | 8’ Kris Doolan |

| Arbitro: | John Beaton |

|                             |           |  |
| Richard Brittain 63’ (rig.) | Marcatori |  |

| Arbitro: | Craig Thomson |

|  |           |               |
|  | Marcatori | 44’ Kris Boyd |

### Play-off
| Arbitro: | Bobby Madden |

|  |           |                   |
|  | Marcatori | 39’, 55’ Cummings |

| Arbitro: | Willie Collum |

|                                       |                      |                                          |
|                                       | Marcatori            | 13’ Scotland 90+3’ Andreu                |
| Thomson McGivern Craig Jones Cummings | Tiri di rigore 3 – 4 | Gillespie Andreu Antoine-Curier Scotland |

### Scottish Cup
| Arbitro: | Craig Thomson |

|  |           |              |
|  | Marcatori | 31’ Handling |

| Arbitro: | Steven McLean |

|                          |           |                               |
| Stanton 14’ Nelson 45+1’ | Marcatori | 6’ Moon 45’ Hill 63’ Anderson |

### Scottish League Cup
| Arbitro: | Crawford Allan |

|                                                        |           |                                           |
| Craig 8’, 47’, 61’ (rig.) Zoubir 34’ Rumsby 36’ (aut.) | Marcatori | 3’ Longworth 48’ Aitken 52’ (aut.) Nelson |

| Arbitro: | Willie Collum |

|  |           |               |
|  | Marcatori | 34’ Stevenson |

### UEFA Europa League
| Arbitro: | Rene Eisner |

|                        |           |  |
| Hamad 11’ Eriksson 13’ | Marcatori |  |

| Arbitro: | Sébastien Delferière |

|  |           |                                                                                  |
|  | Marcatori | 21’ Eriksson 26’ Forsberg 30’ Halsti 42’ Albornoz 60’ Rantie 64’ Hamad 73’ Kroon |